# Affonso Beato
Affonso Henrique Beato (Rio de Janeiro, 13 de julho de 1941) é um diretor de fotografia brasileiro.

## Biografia
Iniciou sua carreira cinematográfica na década de 1960, ganhando reconhecimento internacional após fazer a fotografia de O Dragão da Maldade contra o Santo Guerreiro, de Glauber Rocha.
A partir da década de 1970, iniciou sua carreira internacional, já tendo feito a fotografia de filmes de Pedro Almodóvar (Todo sobre mi madre, La flor de mi secreto e Carne trémula), Stephen Frears (The Queen/A Rainha), Mike Newell (Love in the Time of Cholera/O Amor nos Tempos do Cólera), além do primeiro filme hollywoodiano do diretor brasileiro Walter Salles, Dark Water (Água Negra), entre muitos outros. Também é o Diretor de Fotografia do filme O Tempo e o Vento, de Jayme Monjardim e de Deus é Brasileiro, de Cacá Diegues.
Foi Diretor de Assuntos Culturais da extinta Embrafilme. É Membro da AMPAS - Academy of Motion Picture Arts and Sciences e da ASC - American Society of Cinematographers. É conselheiro da ABC - Associação Brasileira de Cinematografia, da qual foi fundador e presidente. 
Leciona Cinematografia no Art Center College of Design em Pasadena, CA, no AFI - American Film Institute e na ABC Cursos de Cinema, da qual também é diretor de ensino.
Em 2018, foi considerado pela Revista Variety como um dos 10 melhores instrutores de Cinema dos EUA: https://variety.com/gallery/best-teachers-in-entertainment-film-tv/beato/.